# Tejeda y Segoyuela
Tejeda y Segoyuela is een gemeente in de Spaanse provincie Salamanca in de regio Castilië en León met een oppervlakte van 44,10 km². Tejeda y Segoyuela telt 99 inwoners (1 januari 2016).

## Demografische ontwikkeling
Bron: INE, 1857-2011: volkstellingen
Opm.: In 1857 ontstond Tejeda y Segoyuela door de fusie van de gemeenten Segoyuela de los Cornejos en Tejeda